# 氣候變化與入侵物種

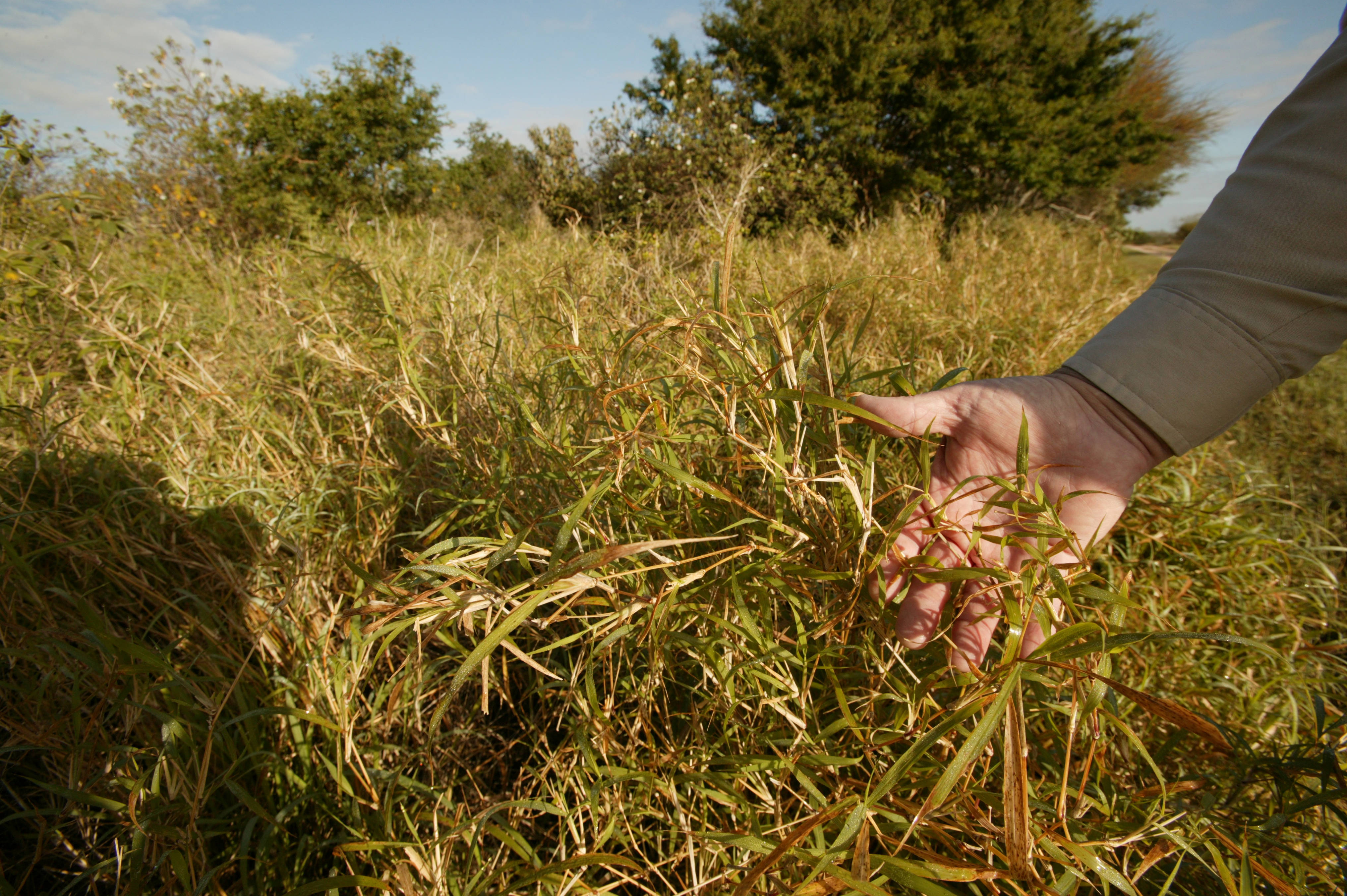
原生於熱帶非洲、地中海地區與亞洲乾燥區的水牛草（學名:Cenchrus ciliaris）在美國等地成為入侵物種，會排擠本土草類植物。

氣候變化與入侵物種（英語：Climate change and invasive species）談的是氣候變化導致環境不穩定的過程，環境受影響之後會促進入侵物種（某個地區史上未曾有過的物種）的傳播。
入侵物種會成為許多國家的財政負擔。入侵物種會造成生態退化，改變功能，並把其提供的服務降低。另外還需額外成本來控制入侵生物的蔓延、減輕進一步的影響以及恢復生態系統。例如在1906年至1991年間，有79種入侵物種在美國造成估計有1,200億美元的損失。入侵物種讓中國國內生產毛額 (GDP) 每年減少1.36%。 管理生物入侵的成本會很昂貴。在澳大利亞，每年為監測、控制、管理和研究入侵雜草的費用約為1.164億澳元，完全由中央和地方政府承擔。 但在某些情況下，入侵物種會有好處（例如經濟報酬）。譬如可砍伐入侵樹木用於商用林業。但在大多數情況下，經濟報酬會遠小於入侵所產生的成本。
人為導致的氣候變化和入侵物種的增長與生態系統的變化直接相關。這些生態系統受去穩定化的影響，會為入侵物種創造更適宜的棲息環境，讓它們在離開原棲息地後仍能成長茁壯。美國農業部也認為氣候變化與入侵物種是導致全球生物多樣性喪失四大原因中的兩個。
控制入侵物種進犯的方法包括有預防、早期發現、氣候預測和基因控制，其中最有希望的是透過基因控制的手段。。

## 背景
氣候變化對受影響地區及當地棲息地的動植物產生級聯效應。其影響中包括大氣中二氧化碳濃度升高、水中pH值變化，甚至會導致物種滅亡。這些因素通常會給生態系統中的本土生物帶來生理壓力和挑戰。當一地氣候條件明顯變暖或變冷，可提供機會讓非本土的陸地生物和海洋生物遷入，與當地已存在的物種競爭。當外來生物具有良好的適應性時，就有可能接管當地生態系統。
城市化的建設過程中，有機會導致本地物種死亡，而由非本地物種取代，這可能會影響到生態系統內的營養水平。氣候變化的影響會對本土生物體產生生理壓力，而提升外來物種入侵的機會，更進一步破壞原有生態系統。
本節摘自氣候變化。
“氣候變化”在常見用法中描述的是全球變暖（全球平均氣溫持續上升）及其對地球氣候系統的影響。更廣泛意義的氣候變化（參見氣候變率與變化）還包括之前長期的地球氣候變化。目前全球平均氣溫上升速度比之前的更快，主因是人類大量燃燒化石燃料所引起。使用化石燃料、砍伐森林及一些農業和工業活動均會增加溫室氣體排放（特別是二氧化碳和甲烷）。溫室氣體可吸收及保留太陽輻射的部分熱量，大量的溫室氣體會在地球的對流層及平流層中捕獲並累積更多的熱量，而導致全球變暖。
氣候變化對農業的影響包括因大氣中二氧化碳水平變化，影響各地的氣溫、降水，導致乾旱、熱浪和洪水，以及有害生物和植物病害的增加，而導致作物產量和營養品質下降，讓農業生產更難滿足人類需求。:717而影響又在世界各地分佈不均勻。在2019年，全球已有數百萬人因氣候變化而遭受缺乏糧食安全之苦。此外，預計全球作物產量會以每10年以2% - 6%的速率下降。在2019年所做的預測，迄2050年的糧食價格將會上漲80%，導致糧食不安全加劇，對貧困社區的影響尤其嚴重。一項在2021年所做的研究，估計歐洲在過去50年期間受到熱浪和乾旱對作物生產的影響已增加兩倍 - 從1964-1990年間的2.2%增加到1991-2015年間的7.3%。
天氣模式變化產生的直接影響是經由氣溫上升、熱浪和降水量變化（包括乾旱和洪水）所造成。大氣中二氧化碳水平的增加導致作物產量增加（由於二氧化碳施肥作用），但也讓作物的營養價值降低（微量營養素水平降低）。氣候導致的有害生物、植物病害和雜草的變化也會讓作物產量和營養價值下降。海平面上升會導致農田流失（氣候變化的間接影響）。然而，隨著永久凍土解凍，會出現更多可耕地，但冰河退卻會導致可用灌溉水源降低。其他影響包括土壤侵蝕和土壤肥力，以及生長季節長度的變化。因為氣候變暖，真菌（會產生真菌毒素）和細菌（如沙門氏菌屬）會增加，對食品安全造成負面影響和損失（額外經濟負擔）。氣候變化影響到陸地降水、蒸發和土壤水分的擾動，造成或是加劇水資源稀缺，對農業有重大負面影響。 

## 定義

### 入侵物種
根據國際自然保護聯盟（簡稱IUCN）於2017年的定義，入侵物種是“由當地自然環境以外所引入，且會對當地生物多樣性、生態系統服務或人類福祉產生負面影響的的動物、植物或其他生物體。”
而氣候變化也會讓人們重新把所謂入侵物種給予定義。隨著時間演進，一些從前被認為具有入侵性的物種可能會在生態系統中變得不那麼有影響力，而其他以前被認為是非入侵性的，反可能會變成入侵物種。與此同時，有相當數量的本地物種將會被迫遷移到新的地區。
物種分佈的變化及入侵物種產生影響的變化使得為“入侵物種”定義變得困難 - 而成為該如何訂立變化基線的一個案例。因為前述的動態變化，研究人員Hellmann等人（Hellmann et al. ）於2008年發表的研究報告，其結論是入侵物種應定義為“最近引入的類群”，且會“對本土生物群、經濟或人類健康產生重大負面影響者”。因此隨著氣候變化而把分佈範圍擴大的本土物種，只要不造成相當大的損害，就無須歸為入侵性。
人類史上引入的類群隨著世代發展而變化，引入的速率也有變化。對全球外來物種首次引入的記錄（以單位時間內在當地定植的外來物種首次有記錄為基礎）的研究顯示，於1500年-1800年期間，此情況一直處於較低水平，而自1800年開始，比例持續上升 。所有首次外來物種記錄中有37%發生在1970年至2014年期間。
外來物種入侵是生物多樣性喪失的主要驅動因素之一，是第二大常見威脅，與16世紀以來發生的某些物種滅絕有關聯。外來入侵物種還能降低自然棲息地、農業和城市地區對氣候變化的韌性。反過來，氣候變化也將棲息地對應物種入侵的韌性降低。
生物入侵和氣候變化兩者是影響全球多樣性的關鍵因素。但所產生的影響通常會被分開看待，因為其中有多個驅動因素以複雜且非累加的方式相互作用。然而氣候變化造成的一些後果已被廣泛認為會加速外來物種的擴張，其中之一就是氣溫升高。

### 入侵途徑
生物入侵所採的是逐步進行的方式（稱為入侵途徑），包括四個主要階段 - 引入/輸送階段、移生/偶發性階段、建立/歸化階段和環境散布/入侵階段。所謂途徑，其概念所描述的是某些物種在每個階段需要克服的環境考驗才能成為入侵者。有許多機制會影響每個步驟的結果，氣候變化就是其中之一。 
在初始輸送階段，其中的考驗為地理特徵。對其次的移生階段，考驗由非生物脅迫（如強烈陽光、溫度或風）構成，而在第三個建立階段，考驗由生物脅迫間交互作用構成。在最後的環境散布階段，地理景觀的某些因素構成這些物種需要通過的考驗。

## 交互作用
氣候變化與入侵物種之間的交互作用非常複雜，且不易評估。氣候變化可能有利於某些入侵物種，但會傷害其他的，但很少有研究人員能確定氣候變化對入侵物種造成的具體後果。
研究人員早在1993年就推測進入坦桑尼亞烏桑巴拉山脈東部森林中的外來樹種輻葉鵝掌柴是氣候/入侵物種交互作用的結果。當地氣溫變化、極端降水和薄霧減少被認為是促進這種入侵的可能因素。
由於入侵物種與本土物種的特徵不同，加上不同的管理策略和物種豐度，氣候變化對兩者的影響並不相同，這種影響會由入侵物種直接產生，但也會由於其他因素而間接產生，例如其作為有害生物或是捕食者物種。

### 引進入侵物種的有利條件

#### 對入侵途徑階段的影響
氣候變化與許多現有的壓力因素交互作用，影響到入侵物種的分佈、傳播、豐度和影響。因此相關文獻中通常會將氣候變化對入侵物種的影響，在入侵途徑的每個階段分別考慮：（1）引入/輸送、（2）移生/偶發性、（3）建立/歸化，（4）散布/入侵。根據研究人員赫爾曼（Hellmann）的說法，氣候變化在這些階段中對入侵物種有5個非排他性結果：
1. 改變輸送和引入機制
2. 改變對入侵物種的氣候限制
3. 導致現有入侵物種的分佈發生改變
4. 現有入侵物種的影響發生改變
5. 管理策略的有效性受到改變

氣候變化造成的第一個後果是輸送機制和引入機制受到改變，由於入侵通常是具有目的（例如生物防治、休閒捕魚、農業活動）或意外經人類協助而被引入，而氣候變化會改變輸送的模式。娛樂和商業活動的變化將改變人類交通方式，並讓某些非本地物種的繁殖體壓力從無變有，例如聯結到新的區域或超過足以繁殖的特定閾值。延長的海運季節可增加非本地物種的輸送數量，升高支持例如蝦虎魚等可能入侵者的繁殖體壓力。此外，出於休閒活動和保護目的而引入非本地物種的情況也可能會增加。
氣候條件變化後可能會降低本土物種的競爭能力，一些原本不成功的非本地物種將趁機定植。有多種因素可提高外來物種定植的成功率。
有多種氣候因素會影響到現有入侵物種的分佈。由於寒冷溫度而產生的限制將因全球變暖而發生變化，受此限制的物種將可往更高海拔和更高緯度地區移動。降水模式變化、河流流量和鹽度變化頻率也會影響對入侵物種的水文限制。許多入侵物種可因適宜氣候出現而進行長距離遷移。
對本地物種的影響會因入侵物種的種群密度而改變。本地物種或資源的競爭交互作用和豐富程度也會對入侵物種產生相對影響。
不同管理策略的有效性由氣候狀況決定。例如隨著氣溫升高，原本利用低溫、嚴寒或冰封對入侵物種進行機械性控制將會變得不太有效。利用農藥控制入侵物種的有效性也會發生變化。一些生物防治藥劑與其目標之間關係的解耦也會對於入侵物種有利。但在另一方面，由於物種範圍重疊，生物防治藥劑的有效性反可能增加。

#### 對氣候條件的影響
研究氣候變化如何創造有利於入侵條件的另一角度是考慮對物種生存造成影響的環境變化。這些環境變化包括溫度（陸地和海洋）、降水、化學（陸地和海洋）、洋流和海平面上升。
現在大多數關於氣候引起的生物入侵的文獻都涉及變暖效應，因此溫度對入侵的影響的信息會多過降水模式、極端天氣事件和其他氣候條件的信息。

##### 溫度
一些研究人員發現，氣候變化將環境條件改變，讓物種能將活動範圍擴大到以前無法生存或繁殖的地區，而有利於物種分佈。主要是歸因於氣候變化引起的溫度升高。如前所述，地理分佈的變化也將挑戰入侵物種的定義。
在水域生態系統中，寒冷的氣溫和冬季低氧是限制目前入侵物種生存的因素，而全球變暖有可能導致新物種入侵。
在入侵途徑的每個階段，溫度都會對入侵物種的成功產生影響。其中包括促進以前在各地區未能成功定植和成功繁殖的物種、改變本地物種和入侵物種之間的競爭交互作用、改變海拔和緯度的限制以及影響管理的有效性。全球變暖還會改變人類活動，例如交通運輸，而增加生物入侵的機會。

##### 極端天氣事件
氣候變化可能導致寒冷冬季或風暴等極端天氣的增加，這可能會給當前的入侵物種帶來問題。當突然的季節變化（例如特別寒冷的冬天）時，已適應溫暖或更穩定氣候的入侵物種可能會處於不利地位。因此難以預測的極端天氣可作為入侵物種的限制機制，減少入侵物種進入受影響地區的數量。但洪水等極端氣候事件也會導致先前受限制的水生物種逃逸，或是清除現有植被而讓土壤裸露，讓入侵者更易定植。

### 入侵物種得益於氣候變化
讓入侵物種在氣候變化時得以成功的重要因素是它們與本地物種相較，具有相對的優勢條件。入侵物種通常具有一系列讓它們成功的特徵（例如，在不利條件下的生存能力、廣泛的環境耐受性、快速生長能力和較大的分佈領域）。這些特徵往往能讓它們能成功與本地物種競爭。然而，入侵物種並非唯一擁有、也並非所有入侵物種都具有這些特徵。有些物種會從氣候變化中受益，而另一些則會受到更大的負面影響。例如縱然入侵物種有能力進入新的新環境，但因其存在而導致生態系統中的食物鏈中斷，反會造成自身與其他物種大規模死亡。由於入侵物種沿著入侵途徑的選擇過程行動，會較本地物種更有可能攜帶有利於它們在變化環境中生存的特徵。
由於氣候變化的影響，一些依賴互利共生關係本地物種的適應性和競爭能力會下降。而非本地物種很少依賴這種關係，因此較少會受這種機制的影響。
氣候變化還會改變環境條件，挑戰本地物種的適應能力，讓本地物種難以生存，其遺留的生態棲位很容易由入侵物種填補。環境變化後也會損害多半已特化的本地物種，而入侵者通常是泛化種（參見泛化種與特化種），受到的影響較少。入侵物種不靠氣候變化來破壞生態系統，但氣候變化會把它們造成的損害強化。

##### 生態系統解耦
食物網和食物鏈是兩種研究社區能量轉移和捕食的不同方式。食物網在環境中往往更加真實且易於識別，但食物鏈強調營養級之間能量轉移的重要性。氣溫不僅會極大影響到植物的發芽，且會極大影響到動物的覓食和繁殖習性。無論以哪種方式看待種群之間的關係，重要的是要認識到物種可能無法，也不會以相同的方式或相同的速度對氣候變化作調適。這種現象稱為“脫鉤”，會對受影響環境的成功運行產生不利影響。由於北極的氣溫上升，植被開始提前生長，馴鹿幼崽因此錯失覓食的機會，而有餓死的可能。
環境內解耦的具體案例包括有氣溫變暖和土壤變暖之間的時間差異，以及溫度（加上光週期現象）和異營生物之間的關係。前一案例是由於土壤保持溫度的能力所造成，情況與水比空氣具有更高的比熱容類似（導致海洋溫度在夏季結束時達到最高溫），土壤變暖的速度落後於空氣，導致地上和地下子系統發生解耦。
此情形會增加入侵物種的生長速度和分佈。入侵物種通常對不同的環境條件具有更好的耐受性，因而可提高生存率。無能力耐受的物種會因而死亡，生態系統因而受到新遷入者接管。 

### 其他影響
當前全球有許多地區的氣候將發生巨大變化，既會影響到本土物種，也會影響到入侵物種。而已適應當前氣候的入侵冷水物種可能無法在新的氣候條件下生存，顯示候變化和入侵物種之間的交互作用並不一定會有利於入侵者。
如果特定棲息地因氣候變化而發生巨大改變，這種變化可能會讓本土物種無法完成其生命週期，或迫使其遷移。棲息地改變的另一後果是當物種無法遷徙時，將會滅絕。

#### 遷移
更高的氣溫還表示植物和動物的生長季節變得更長，使得它們可將活動範圍往北方延伸。往極地方向遷徙也將許多物種的遷徙模式改變。較長的生長季節與食物供應量相關，會改變物種的繁殖成功率和生存率。全球變暖還會對物種產生二度影響，例如棲息地、食物來源和捕食者的改變，而導致當地物種滅絕，或是必須遷移到新的適合地區。

## 舉例

### 有害生物
有害生物（害蟲）一直被視為一種滋擾，最常見的是它們對農業的破壞、寄生於飼養牲畜以及對人類健康的影響。由於氣候變化導致頻繁的害蟲入侵頻率，而成為對生物多樣性和生態系統功能的重大威脅。林業也面臨此類影響的風險。有很多因素導致人們對害蟲傳播的擔憂，均由氣溫升高所造成。物候變化、物種易於過冬、大氣中二氧化碳濃度增加、遷徙和數量增長率加快都會直接和間接影響害蟲的存在、傳播和影響。西方玉米根蟲已從北美洲遷移到歐洲。這種害蟲同時對兩個大陸的玉米生產以及經濟成本產生重大影響。物候變化和氣溫升高使得這種害蟲進一步向北（上界）擴展。在所謂的脫鉤說法，一個物種傳播的上界和下界並不一定會整齊配對。 由研究人員Pedro Aragon和Jorge M. Lobo進行的馬哈拉諾比斯距離和多維度包絡定理分析預測，即使害蟲的範圍正向北擴展，目前的歐洲社區仍為害蟲喜愛的地區。
總體而言，由於氣候變化的影響，預測農業害蟲在全球的分佈仍會增長，對所有作物均構成農業上和其他商業用途的威脅。
當氣候變暖時，預計農業害蟲將向兩極（涵蓋緯度和海拔高度）傳播。當前平均氣溫約為7.5°C (45.5°F) 且降水量低於1,100毫米/年的乾燥或寒冷地區將比其他地區更易受到影響。這些地區目前的氣候通常不利於農業害蟲的存在，溫度升高後因而會給害蟲提供有利的條件。隨著氣溫升高，此類害蟲的生命週期將會加快，而冬季氣溫高於冰點時，能讓新的害蟲物種在此棲息。降水對農業害蟲的影響小於溫度，但仍會對此類害蟲產生影響。乾旱和乾燥植物讓植物宿主更能吸引昆蟲，因此害蟲的數量會在乾旱發生時增加。例如南美洲南部地區的扁擬榖盜的數目會因氣溫升高而增加。較高的溫度降低扁擬榖盜的死亡率和發育時間。預計此類害蟲種群會在高緯度地區增加最多。
預計氣候溫暖或海拔較低的地區，受農業害蟲侵害的情況會降低。農業害蟲降低最多的預計將發生在平均氣溫為27°C (81°F) 或年降水量超過1,100毫米的地區。雖說農業害蟲會減少，但氣候變化不太可能導致該地區現有害蟲完全消失。較高的降水量會將害蟲的蟲卵和幼蟲沖走。

### 病原體的影響
目前對氣候變化和入侵物種與病原體之間關係的研究雖然不多，但已知氣候變化和入侵物種會為病原體的存在帶來影響，並且有證據顯示全球變暖將會特別增加植物病原體的豐度。雖然某些天氣變化會對物種產生不同的影響，但空氣中濕度增加對病原體數量迅速爆發有重要作用。在有關植物病原體應對氣候變化的發病率方面則有少量的研究，大部分都集中在地上病原體。這並非表示土壤媒介病原體不會受到氣候變化的影響。肉桂疫黴是種土壤媒介病原體，會導致橡樹數量衰退，其活性會隨氣候變暖而增加。

### 淡水和海洋環境
不同海洋生態系統之間存在的障礙通常是生理性，而非地理性（例如就山脈而言）。這些生理障礙包含pH值、水溫、水濁度等變化。氣候變化和全球變暖已經開始對此類障礙產生影響 - 其中最重要的是水溫。海水變暖（參見氣候變化對海洋的影響）導致螃蟹入侵南極洲，其他食殼性掠食者也隨之進入。這些入侵者進入後，海底生物界特有的物種將被迫進行調整，開始爭奪資源，而把現有的生態系統破壞。
淡水系統也受到氣候變化的明顯影響。淡水水體內的滅絕率往往與某些陸地生物相同，甚至更高。雖然物種可能會因生理變化而而從事遷移，但具有特異性的物種可能無法達到相同的結果。隨著水溫升高，適應溫暖水域的生物體受到正面的影響，而適應冷水域生物體則會受到負面影響。氣溫升高還會導致北極海冰減少，造成海平面上升，大多數進行光合作用的物種將無法獲得適量的光線照射來維持其生存。 
淡水生態系統與陸地生態系統相比，在不同區域之間幾乎無地理和異位調節障礙。氣溫升高和寒冷持續時間縮短將會增加生態系統中入侵物種的概率，因為曾會阻礙物種生存的冬季低氧將被排除。現存於加拿大湖泊和溪流中的入侵物種美洲紅點鮭即為一例。
美洲紅點鮭具有消滅本地的牛鱒和其他物種的能力。水溫對美洲紅點鮭於溪流中的棲息有重要作用，但溪流流量和地質等因素也是美洲紅點鮭能夠存在的重要因素。 牛鱒只有在最溫暖月份溫度不超過4–7°C (39–45°F) 的溪流中才會出現種群增長，或具有競爭優勢。在溫度較高的水中，例如15–16°C (59–61°F)，美洲紅點鮭比牛鱒更具競爭和生理優勢。
冬季也是會影響美洲紅點鮭棲息能力中的一個重要因素，如果其暴露於特別漫長和嚴酷的冬季，存活率會降低。根據觀察，美洲紅點鮭的活動範圍由水溫決定，人們越來越擔心由於氣候變暖的結果，美洲紅點鮭會在原本較冷的水中更進一步將牛鱒消滅。氣候變化不僅會影響湖泊的水溫，還會影響溪流的流量，而對溪流中的其他因素產生影響。由於尚有未知因素，會讓預測美洲紅點鮭和牛鱒魚將如何應對氣候變化發生困難。

## 管理與預防

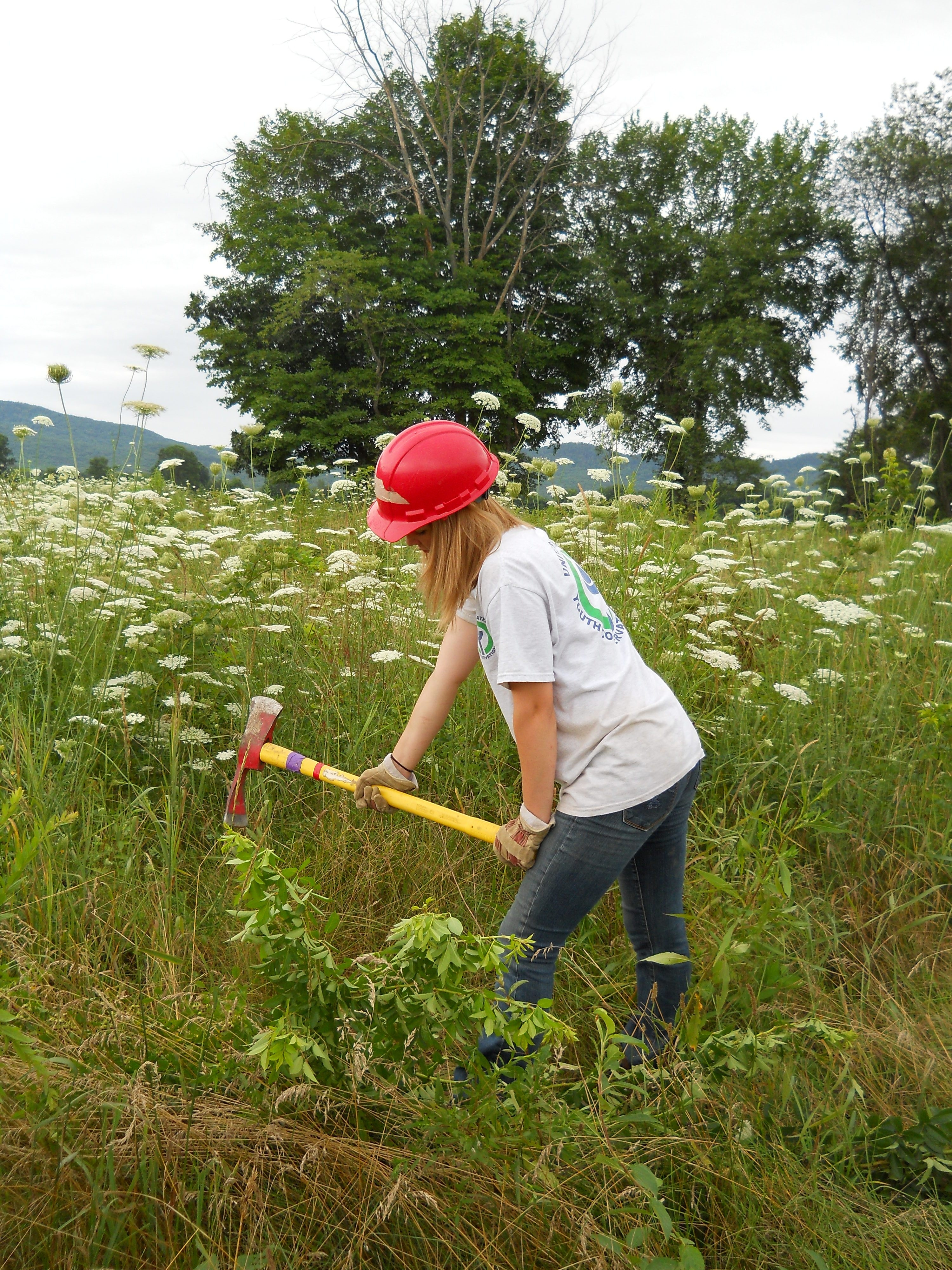
採機械/人力控制方式處理入侵植物。

通常對入侵物種所採的管理方法會與管理本土物種的不同。就氣候變化中，對本土物種的最根本策略就是保護。但針對入侵物種的策略主要是在控制。幾種不同的管理和預防策略如下列。

### 處理方法
1. 預防：此通常是種較為環保的方法，但由於區分入侵物種和非入侵物種有其困難而難以做到。[62]通常邊境管制和檢疫措施是首要預防機制。[62]預防措施包括要求海運船舶在外海排放壓載水（參見排放壓艙水與環境（英语：Ballast waster dischange and environment）），是限制船舶引入入侵物種的主要做法。[63]另一種是提供公眾教育，增加對個人行為會進一步擴散入侵物種的理解，並提高對減少引入和擴散策略的認識。 [63]為入侵風險作評估可進行早期識別，有助於預防性管理。[64]對於入侵風險，是經比較一般特徵來找出可能的入侵物種。[64]
2. 監測和早期發現：可在特定區域取樣，看是否有任何新物種存在。然後將這些樣本與數據庫資料進行比對，以查看該物種是否具有入侵性。可使用環境DNA (eDNA) 等基因工具來完成。這些在生態系統中所採集的eDNA樣本隨後會通過包含物種DNA生物信息學的數據庫運行。當數據庫與樣本DNA的序列匹配時，即獲得有關研究區域中存在或曾經存在的物種信息。[65]如果確認該物種具有入侵性，管理者可採取快速根除方法作為預防措施。[66]eDNA方法主要用於檢測海洋環境的樣本，而對檢測陸地環境樣本的方法，研究工作正在進行中。[67][68]
3. 快速反應：有幾種根除方法可用來防止入侵物種分佈和不可逆轉的引入，例如：

1. - 機械/人力控制：此法通常是透過人力來完成，例如用手抽拉、割除、切割、覆蓋、淹沒、挖掘和焚燒入侵物種。燃燒通常在春季中期進行，以防止對該地區的生態系統造成進一步破壞，並傷害到管理焚燒的人員。人力控制法可殺死或減少非本地物種的數量。[66]機械控制有時有其效果，且通常不會引起公眾批評。反過來，此法通常可提高人們的意識、公眾的興趣以及對控制入侵物種的支持。[69]
  - 化學控制：殺蟲劑（例如滴滴涕）和除草劑等化學品可用於根除入侵物種。雖然對於目標物種有效，但也常會對非目標物種和人類造成健康危害。因此當該地區存在稀有物種時，這通常是種有問題的做法。[66][69]
  - 生物防治：這是利用生物體控制入侵物種的方法。一種常見的策略是在一個地區引入入侵物種的天敵，目的在將入侵物種的數量限制在某種範圍之內。採用生物防治的一個主要問題是引入這類天敵物種，從某種意義上說也是種入侵，有時也會對非目標物種產生負面影響。例如當保護區的物種受到生物防治物種的影響，甚至是滅絕，而受到批評。 [69]

1. 復育生態系統：將入侵物種消除並將生態系統復育，可增強應對未來入侵的韌性。 [65]生態棲位模型預測某些物種的活動範圍會因此縮小。如果模型具有一定程度的準確性，可為管理者創造機會以改變本地物種的組成，以增強抵禦未來入侵的韌性。[70]
2. 預測：氣候模型在某種程度上可用於預測入侵物種未來的分佈範圍。由於未來氣候本身難以確定，因此這些模型的用處通常有限。但這類模型仍可用作管理者規劃管理策略，擬定總體分佈範圍的指標。[71]
3. 基因控制：基因工程是種新技術，為入侵物種管理提供一個可能的解決方案。目前已經開發出一種針對害蟲交配行為的基因管理形式，將減少危害的基因引入野生種群。[72]雖然目前尚未針對入侵物種廣泛實施，但人們對利用基因管理來控制入侵物種的興趣日益濃厚。透過同源多倍體產生的三倍體還可產生不具生育能力的雄性來管理入侵物種，以生物方式控制害蟲的繁殖。[73]類似於三倍體的做法，另有一種遺傳控制是特洛伊木馬Y法（用作性別標記識別），目的在讓種群（通常是魚類）的性別比例偏向雄性，可導致種群滅絕。[74]特特洛伊木馬Y法專門利用含有兩條Y染色體的性逆轉雌性，稱為特洛伊木馬Y，可降低種群中繁殖的成功率。[74]與特洛伊Y技術相對應的是特洛伊女性技術，目的在釋放攜帶線粒體DNA突變的“特洛伊雌性”，可導致雌性（而非雄性）生育能力下降。[75]基因驅動是另一種抑制害蟲種群的技術。[76]

## 預測
由於氣候變化，外來入侵物種的地理分佈會發生變化，美洲紅點鮭為其中一例。為預測氣候變化對入侵物種未來分佈的影響，科學家持續進行建模研究。這類生物氣候模型（也稱為物種分布模型或氣候包絡模型）開發的目的是預測物種分佈的變化，是為制定有效管理策略和行動（例如根除入侵物種與防止引入）的重要工具，以減少未來入侵物種對生態系統和生物多樣性的影響。這些模型通常模擬物種當前的分佈，加上氣候變化預測，來預測未來的分佈變動。
許多物種的分佈範圍預計將會擴大。但研究也預測許多物種（特別是在大空間尺度上的脊椎動物和植物）未來分佈範圍將會縮小。分佈範圍縮小的原因之一可能是由於氣候變化，物種分佈範圍通常會向極地移動，而在某個時候會抵達海洋，海洋成為其進一步擴散的障礙。研究主要是預測侵入途徑中的實際傳播和建立階段的變化，而未包括輸送和引入階段。
這些模型對於預測有用，但仍然有其限制。由於有多個變量會影響入侵途徑，入侵物種的分佈變動非常複雜且難以預測。這會導致模擬未來的工作會變得複雜。氣候變化是這些模型中最基本的參數，但由於未來溫室氣體排放水平無法確定，而為模型增添許多不確定性。此外，與溫室氣體排放直接相關的氣候變率，例如溫度和降水的變化，同樣難以準確預測。物種分佈變化將如何對天氣變化（例如氣溫與降水）做出反應，在很大程度上仍屬未知，因此會複雜到難以理解和預測。其他可能限制分佈變化，而模型通常未考慮到的因素包括是否存在適合入侵物種的棲息地，以及是否有可用資源。
因此這些模型產出的準確度屬於未知，但在某種程度上仍可用作凸顯和識別未來更大規模入侵熱點的指標。例如可將這些熱點整合成風險地圖，顯示最適合入侵者的區域。這將是種有益的管理工具，有助於制定預防策略和控制傳播。

## 研究
目前已有大量研究進行中，目的在建立積極主動的管理策略，以防止因氣候變化而引入入侵物種以及擴大其分佈。麻薩諸塞大學阿默斯特分校的東北氣候適應科學中心（NE CASC）就是這樣的研究中心之一。 “於該中心服務的科學家為聯邦、州和其他機構提供氣候變化對特定地區在生態系統、野生動物、水資源和其他資源的研究結果。”